# Eurázsiai-hegységrendszer

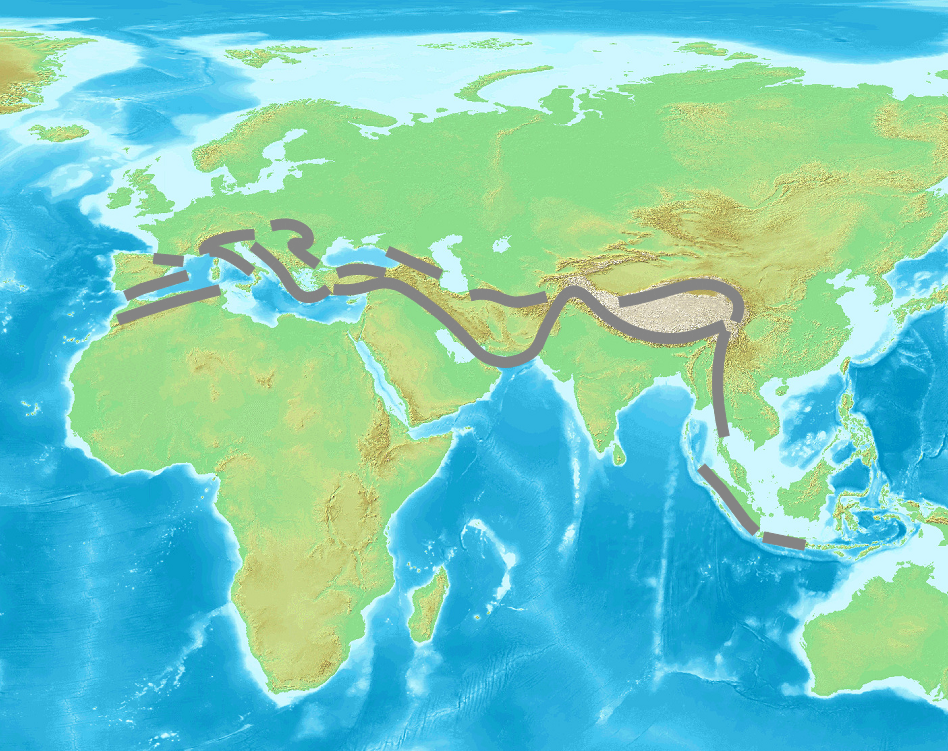
Az Eurázsiai-hegységrendszer elhelyezkedése

Az Eurázsiai-hegységrendszert kialakító kőzetlemezmozgások Európában

Az Eurázsiai-hegységrendszer a Föld legnagyobb hegységrendszere. Az Atlanti-óceántól a Csendes-óceánig, Afrika északi és az eurázsiai szuperkontinens déli részén húzódik.
Kialakulásának kezdete a földtörténeti kréta időszakra tehető, amikor Kimméria összeütközött az Eurázsia-lemezzel. Több szakaszban folytatódott a hegységképződés az alpi orogén ciklus kompressziós szakaszaiban, amely Afrika és a Dekkán-plató mozgása miatt lényegében ma is tart. Fiatal lánchegységek alkotják, amik gyűrődéssel keletkeztek. Az afrikai Atlasszal kezdődik nyugaton, délkeleti lezárása Szumátra és Jáva. Borneó már a Pacifikus-hegységrendszerhez tartozik. Szumátra és Jáva révén ez a térség a tűzgyűrű része.

## Fontosabb részei
- Afrikában: Atlasz;
- Európában: Sierra Nevada, Betikai-kordillerák, Pireneusok, Appenninek, Alpok, Kárpátok, Dinári-hegység,  Balkán-hegység,  Hellenidák;
- Ázsiában:  Kaukázus, Libanoni-hegység, Kis-Ázsia és az Iráni-medence peremhegységei (Toros-hegység, Elburz, Zagrosz), Hindukus, Pamír, Himalája, Tien-san, Csilien-san, Altaj

A Himalájában van a Föld legmagasabb pontja, a Mount Everest, más néven Csomolungma. (8848 m).